# Қ
Cette page contient des caractères spéciaux ou non latins. S’ils s’affichent mal (▯, ?, etc.), consultez la page d’aide Unicode.
Ne doit pas être confondu avec Ⱪ.
La lettre Қ (en minuscule қ) est une lettre utilisée dans l'alphabet cyrillique. Elle est utilisée en abkhaze, chor, kazakh, tadjik, tatar de Sibérie, tofalar et yazgoulami, et a été utilisée en karakalpak, ossète, ouïghour et ouzbek.

## Utilisation
En tadjik représente la consonne occlusive uvulaire sourde /q/.
En abkhaze, la lettre représente la consonne occlusive vélaire sourde /k/. La lettre est introduite dans l'alphabet abkhaze en 1905. Entre 1928 et 1938, l'abkhaze s'écrit avec un alphabet latin et le son /k/ est représenté par la lettre Ⱪ (très proche graphiquement de Қ).
Sa translittération selon la norme ISO 9 est ķ. Elle est romanisée en kazakh et en ouzbek par la lettre q.
Le son représenté par Қ est le même que celui représenté par la lettre arabe ﻕ (qâf), ce qui justifie le nom de qâf cyrillique donné à la lettre Қ.

## Représentations informatiques
Le ka cramponné peut être représenté avec les caractères Unicode suivants :
| formes    | représentations | chaînes de caractères | points de code | descriptions                             |
| --------- | --------------- | --------------------- | -------------- | ---------------------------------------- |
| capitale  | Қ               | Қ                     | U+049A         | lettre majuscule cyrillique ka cramponné |
| minuscule | қ               | қ                     | U+049B         | lettre minuscule cyrillique ka cramponné |

## Sources
- [Tumacheva 1992] (ru) Д. Г. Тумашева, Словарь диалектов сибирских татар, Из-во КГУ,‎ 1992 (ISBN 9785746405074)